# وردنهاگن
وردنهاگن (به آلمانی: Wredenhagen) یک شهر در آلمان است که در مکلنبورگیشه زنپلاته واقع شده‌است. وردنهاگن ۵۳۴ نفر جمعیت دارد.

## نگارخانه

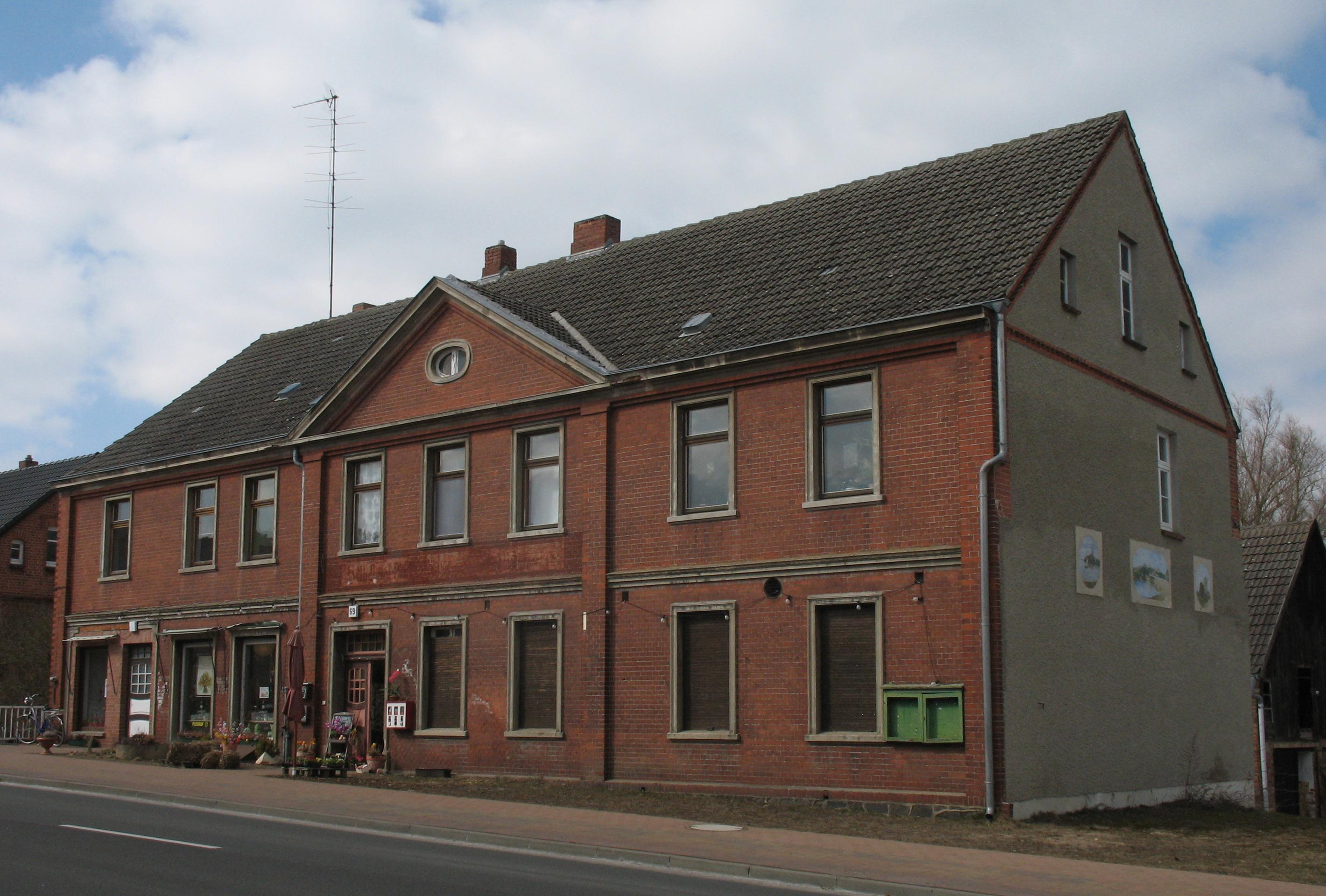
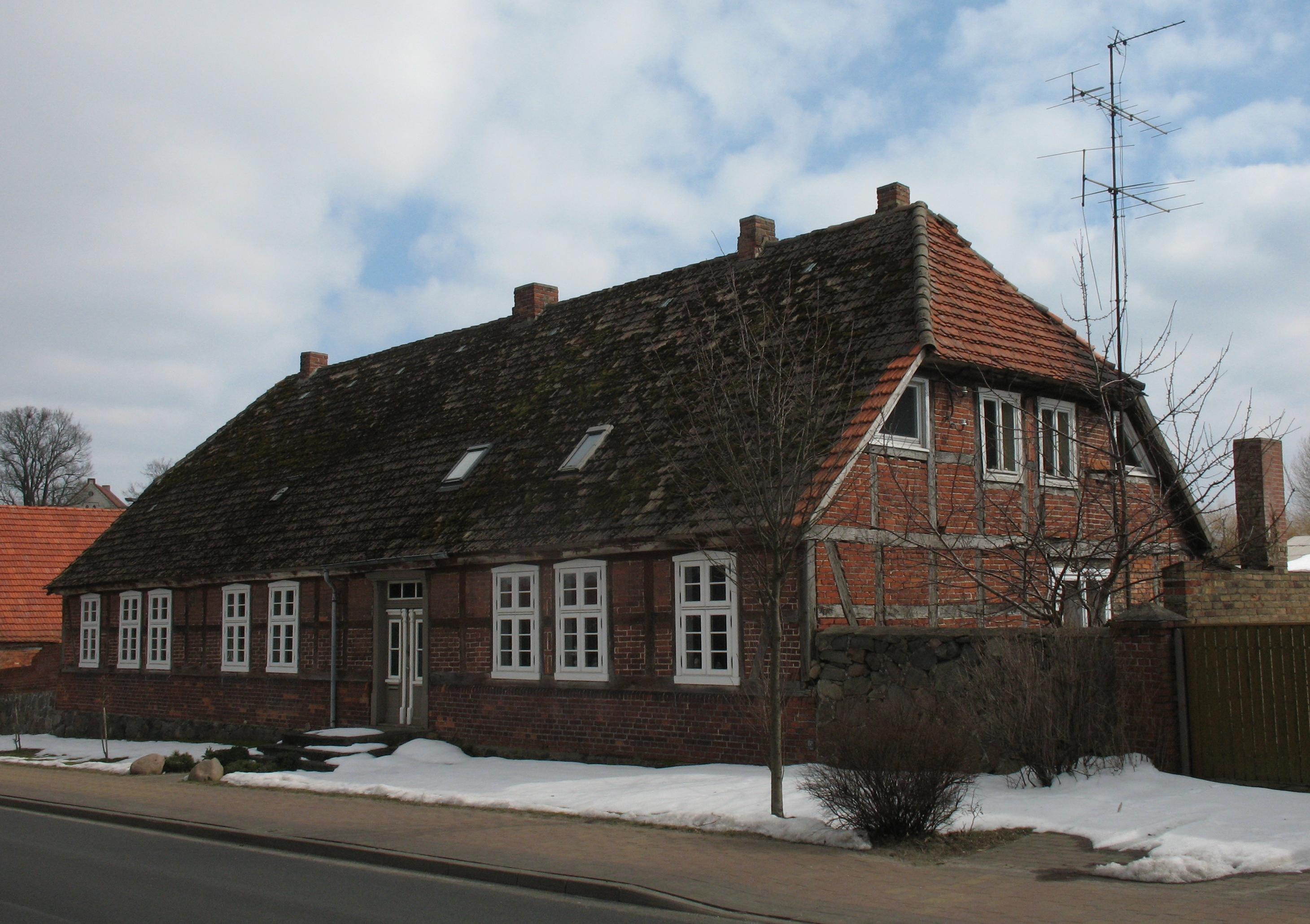
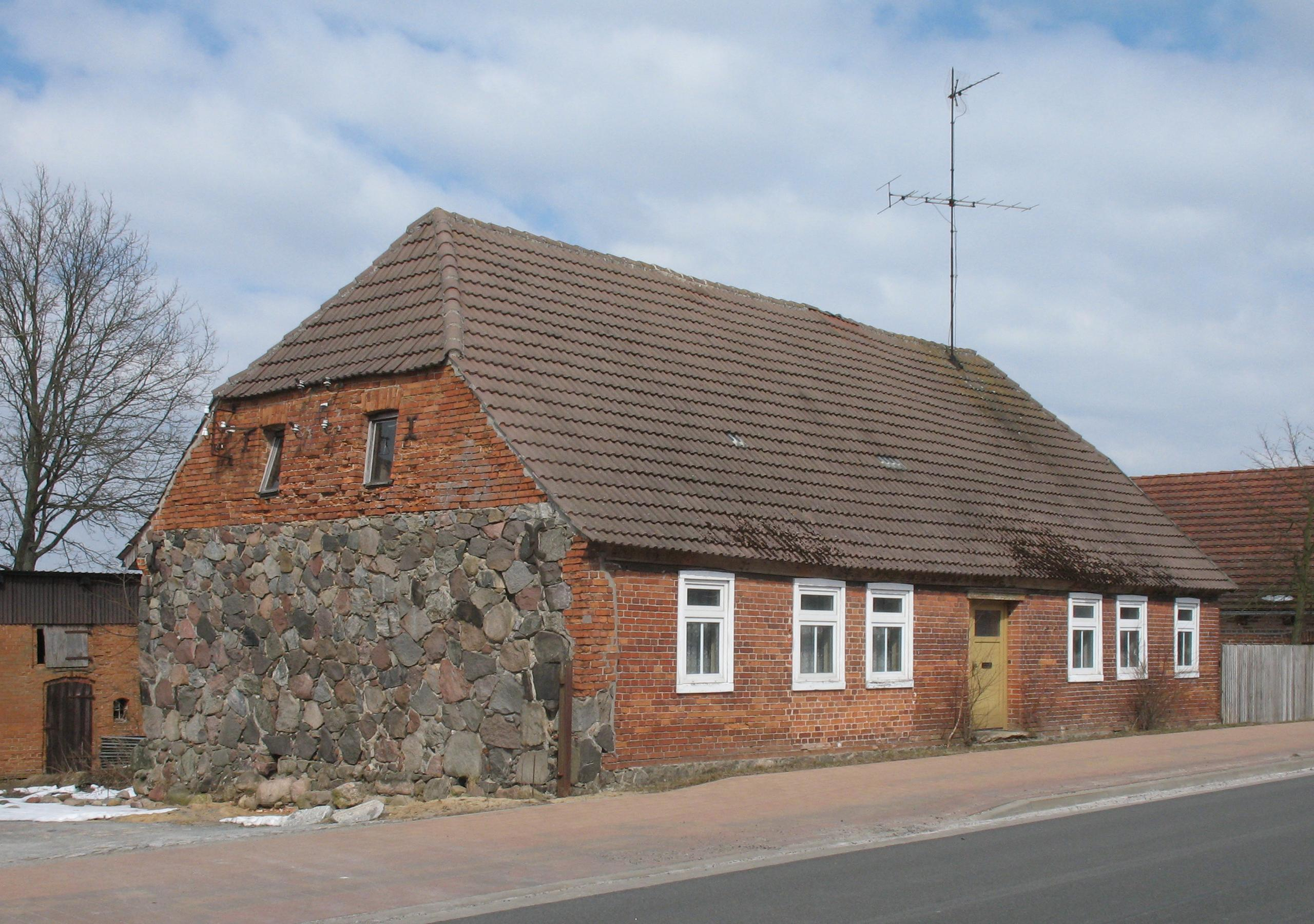
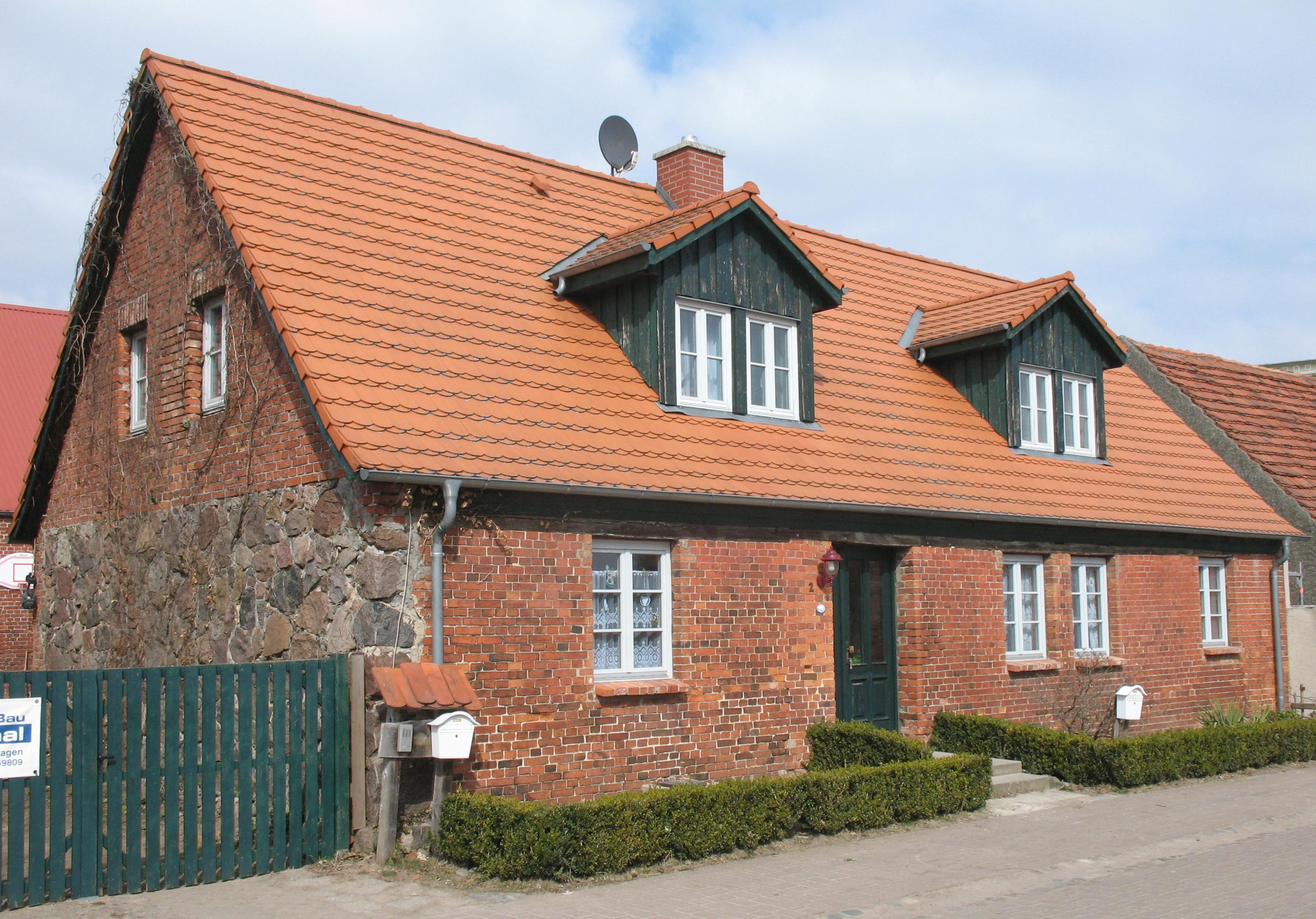
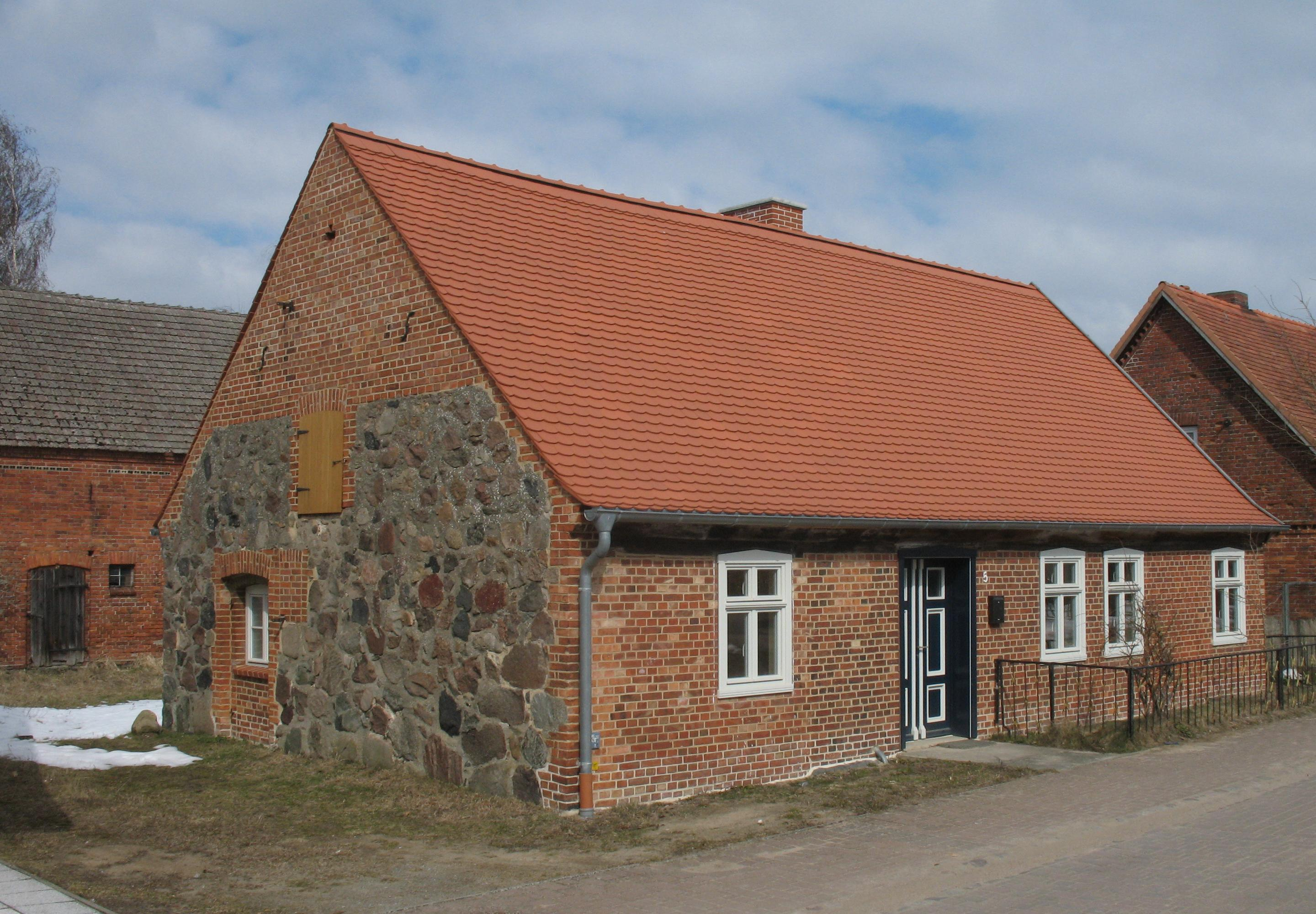